# ورد جونغدياني
ورد جونغدياني (الاسم العلمي:Rosa zhongdianensis ) هو نوع من النباتات يتبع جنس الورد من الفصيلة الوردية.